# Vermivora cyanoptera
Vermivora cyanoptera е вид птица от семейство Певачови (Parulidae).

## Разпространение
Представителите на този вид зимуват в южните части на Централна Америка и се размножават от източно-централна Небраска на запад до южна Минесота, Уисконсин, Мичиган и Онтарио, на север до Ню Йорк, Вермонт, Ню Хемпшир и Нова Англия, на изток и на юг до западна Южна Каролина, северна Джорджия, северна Алабама, източен Тенеси и южна Мисури. Срещат се много рядко в Западна Европа.